# Lost River (film)
Lost River è un film del 2014 diretto da Ryan Gosling.
Ryan Gosling, al suo esordio alla regia, è anche sceneggiatore e tra i produttori della pellicola.
Tra gli interpreti principali del film figurano Christina Hendricks, Saoirse Ronan, Iain De Caestecker e Matt Smith. Il film è stato selezionato per competere nella sezione Un Certain Regard al Festival di Cannes 2014.

## Trama
Billy, una madre single di due figli (l'adolescente Bones e il piccolo Franky), vive nella città di Lost River, un luogo decadente e privo di speranze nelle vicinanze di Detroit. Bones è solito rubare del rame da alcune case abbandonate per rivenderlo, ma finisce per inimicarsi Bully, un teppista molto pericoloso, e il suo scagnozzo Face.
Billy discute col bancario Dave riguardo a un prestito che il precedente direttore di banca l'ha convinta a chiedere in modo che potesse rimanere a casa sua, che originariamente apparteneva a sua nonna. Poiché Billy è disoccupata non è in grado di rimborsare la banca e deve trovare un modo per pagare la casa; allora Dave offre a Billy un lavoro, senza però specificare di cosa si tratti.
Intanto, le case vuote del quartiere continuano a essere demolite. Oltre a Bones, Billy e Franky, tra i pochi residenti rimasti ci sono l'adolescente Rat, sua nonna e il suo topo domestico, Nick. La nonna di Rat guarda ripetutamente il suo vecchio video di matrimonio per il dolore per la perdita di suo marito, morto mentre veniva costruiva una diga; da quando è diventata vedova, non ha più detto una parola.
Bones scopre una vecchia strada ricoperta di vegetazione che conduce sott'acqua, e da cui stranemente emergono dei lampioni. Mentre è con Rat, la ragazza gli spiega che hanno sommerso parecchie città quando hanno sbarrato il fiume, per questo è stato chiamato il "fiume perduto" (cosa che dà il nome di Lost River); quando l'ultima città è stata sommersa, sul fiume è caduta una "maledizione", ed è anche per questo che il loro quartiere "sembra essere sott'acqua". L'unico modo per spezzare la maledizione è immergersi nel lago e portare in superficie un oggetto dalla città fantasma.
L'offerta di lavoro di Dave porta Billy in un inquietante e macabro cabaret in centro. La prima cosa che Billy vede è uno spettacolo dell'artista principale, Cat, che mette in scena il proprio omicidio in maniera realisticamente cruenta, dove viene apparentemente pugnalata più volte e fa spruzzare del finto sangue su tutto il pubblico, che ne rimane entusiasta. Billy va nel backstage e incontra Cat, che poi le mostra dove si fanno i guadagni più alti, cioè nel seminterrato: laggiù, le donne entrano in gusci di plastica chiusi a chiave per garantire la loro sicurezza, mentre gli uomini fanno quello che vogliono in loro presenza, senza però alcun tipo di contatto.
Rat e Bones vanno a ballare in un liceo abbandonato e si dicono che potrebbero lasciare insieme la città. Più tardi, vanno in un minimarket e incontrano Bully e Face, le cui labbra sono state tagliate da Bully dopo aver lasciato scappare Bones con del rame che considera di sua proprietà. Per proteggere Bones, che si è nascosto, Rat accetta l'offerta di Bully di darle un passaggio a casa. Qui Bully chiede a Rat se può vedere il suo topolino Nick, e lo uccide brutalmente davanti a lei.
Billy deve portare Franky al cabaret con lei dato che Bones è fuori con Rat. Per la sua performance, Billy fa finta che si stia tagliando la faccia, cosa che entusiasma il pubblico. Successivamente si siede con Dave, padrone di casa del locale, il quale esegue una canzone, poi riporta Billy e Franky a casa e tenta un approccio con la donna, ma si ferma quando vede Bones in piedi fuori dall'auto.
Una notte, Bones accompagna la madre al lavoro e vede cosa è costetta a fare per guadagnare soldi e mantenere la casa e la famiglia. Non potendo guadagnare abbastanza con la sola vendita del rame rubato, Bones decide che spezzerà la maledizione che grava su Lost River. Il ragazzo lascia quindi il fratellino Franky con Rat, poi entra nel fiume e raggiunge un parco giochi dove taglia la testa a una statua di dinosauro.
Nel frattempo, Face entra nella casa di Rat e le dà fuoco; Rat prova a salvare la nonna ma non riesce a svegliarla dalla sua catatonia e scappa con Franky. Dopo essere riuscito a tagliare la testa del dinosauro, Bones arriva a terra e scopre che la sua macchina è stata data alle fiamme; Bully cerca di investire Bones con la sua macchina, ma all'ultimo momento Bones si fa da parte e lancia la testa di dinosauro attraverso il parabrezza di Bully, facendolo schiantare contro l'auto in fiamme. Bully viene sbalzato dalla macchina, finisce con la testa nel lago e annega.
Nel frattempo, nel seminterrato Billy è sigillata in uno dei gusci mentre Dave esegue una danza sessuale intorno a lei. Nonostante abbia un pulsante che blocca il guscio dall'interno, Dave ha un telecomando che rilascia il blocco. Prima di fuggire, Billy accoltella Dave all'unico orecchio da cui sentiva, rendendolo sordo. Billy torna a casa e trova i suoi figli e Rat seduti sui gradini, mentre la casa della ragazza continua a bruciare. Con l'aiuto di un tassista che offre loro un passaggio e con la testa del dinosauro legata al tetto del taxi, i quattro si lasciano alle spalle il quartiere.

## Produzione
Con il titolo di lavorazione How To Catch a Monster, poi cambiato in Lost River, le riprese del film sono iniziate a Detroit il 6 maggio 2013.

## Distribuzione
Il film viene presentato in anteprima il 20 maggio 2014 al Festival di Cannes 2014, in competizione nella sezione Un Certain Regard.
È stato distribuito in molte nazioni europee a partire dall'8 aprile 2015 e negli Stati Uniti a partire dal 10 dello stesso mese, ma con copertura limitata.